# 韩国铁道8200型电力机车
韩国铁道8200型电力机车（朝鲜语：한국철도공사 8200호대 전기 기관차）是韩国铁道公社的一种客货运通用电力机车，作为8100型的后继产品，由德国西门子交通集团设计，以技术转让的方式由Rotem在韩国国内制造。
8200型机车是在“欧洲短跑手”（EuroSprinter）系列ES64F型电力机车（德国铁路152型电力机车）的基础上，根据韩国铁路的使用要求改进设计而成的，最高速度 150 km/h，持续功率为 5,200 kW，适用于供电制式为 25 kV 60Hz 单相交流电的电气化铁路。由于两台8100型机车在1998年交付试验后，性能表现良好，经过改进后于2003年定型为8200型，并投入批量生产。与8100型相比，8200型增加了列车供电系统。

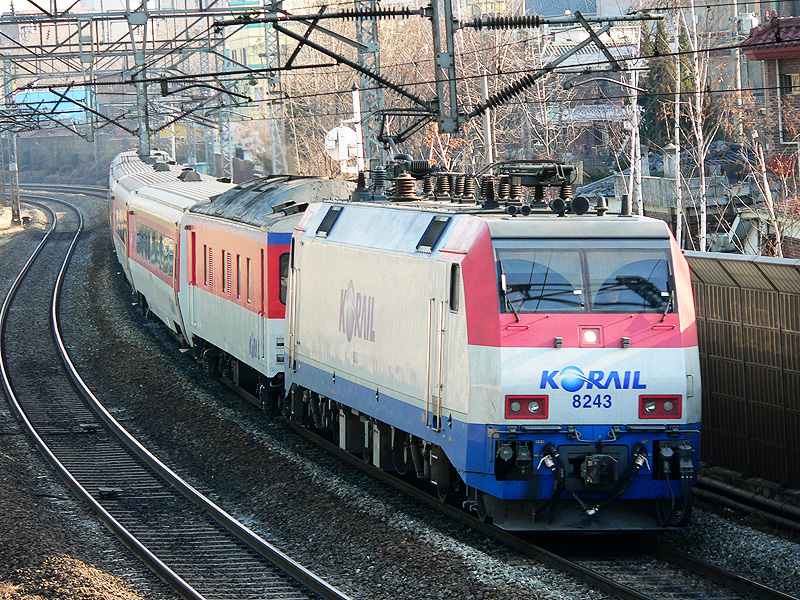
8243号机车
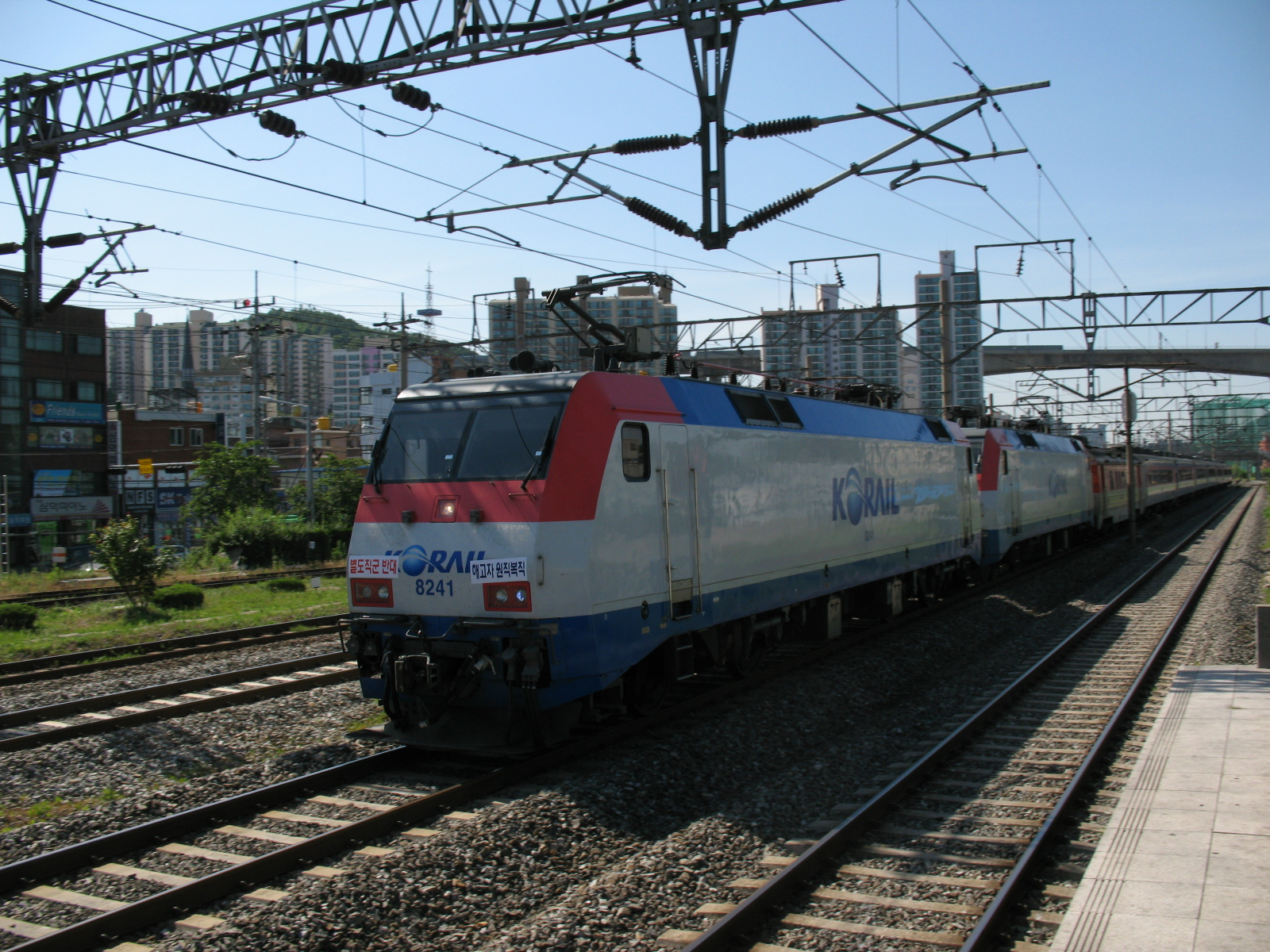
8241号机车在衿井站